# Manfred Preußger
Manfred Preußger   (Krásná Lípa, 10 de juliol de 1932) és un atleta alemany, ja retirat, especialista en el salt de perxa, que va competir durant les dècades de 1950 i 1960.
En el seu palmarès destaca una medalla de plata en el salt de perxa al Campionat d'Europa d'atletisme de 1958, rere Eeles Landström. Durant la seva carrera va millorar el rècord d'Europa del salt de perxa en cinc ocasions, passant dels 4,52 metres el 1947 a 5,15 metres el 1964, sent el primer europeu en superar els 5 metres el 21 de juny de 1962.
Durant la seva carrera esportiva va prendre part en tres edicions dels Jocs Olímpics d'Estiu, en què destaquen la quarta posició aconseguida a Tòquio, el 1964, i la vuitena a Melbourne, el 1956, sempre en la prova del salt de perxa del programa d'atletisme.

## Millors marques
- Salt de perxa. 5.15 metres (1965)[5]